# Barðaströnd
Barðaströnd är en strand i republiken Island.   Den ligger i regionen Västfjordarna, i den västra delen av landet, 170 km nordväst om huvudstaden Reykjavik.
Inlandsklimat råder i trakten. Årsmedeltemperaturen i trakten är −1 °C. Den varmaste månaden är juli, då medeltemperaturen är 12 °C, och den kallaste är januari, med −8 °C.